# Pedro Torrijos
Pedro Torrijos León (Madrid, 1975) es un escritor, crítico cultural y arquitecto español, más conocido por su faceta divulgativa en distintas redes sociales. En 2021 publicó el libro Territorios Improbables.

## Biografía
Cursó estudios de trompa en el Conservatorio de Getafe entre 1984 y 1998. Se licenció en Arquitectura en la Escuela Técnica Superior de Arquitectura de Madrid (ETSAM) en 2000 y ejerció como profesor en dicha escuela de 2001 a 2003 y, posteriormente, entre 2009 y 2011. Es tasador inmobiliario de profesión.
En una primera etapa desde 2012 fue colaborador en revistas como Norma Jean Magazine, iWrite y Revista Magnolia. Ha escrito artículos de opinión en El Economista, y Magnet. Escribe para El País, Jot Down, y Yorokobu.
Desde 2013 utiliza Twitter para contar historias de arquitectura. Todos los jueves publica en forma de hilos relatos sobre ciudades, edificios o curiosidades urbanas con el hashtag #LaBrasaTorrijos. Los hilos se escriben en directo partiendo de un pequeño guion. En cada uno de ellos, además, recomienda al usuario a acompañar la lectura del hilo de ese día con una banda sonora concreta. Esta modalidad divulgativa fue finalista para el Pabellón de España en la Bienal de Arquitectura de Venecia de 2021. También fue finalista en 2020 al Premio Zapping en la categoría Mejor Iniciativa de Internet.
Ha publicado los podcast Curiosidad Radical patrocinado por la Fundación Telefónica y Cómo suena un edificio auspiciado por el Museo ICO. Participó en Equipo Investigación de La Sexta en un programa sobre los edificios inacabados de Santiago Calatrava.
En 2023 se inicia como novelista con La tormenta de cristal, un thriller que también tiene como fondo el mundo de la arquitectura.

## Publicaciones
- Territorios improbables (Kailas Editorial, 2021)[17]
- La tormenta de cristal (Ediciones B, 2023)
- La pirámide del fin del mundo (Kailas Editorial, 2024)[18]